# Ingeborg Essén
Ingeborg Ida Lovisa Essén, född Nordström 13 mars 1890 i Strängnäs, död 20 december 1981 i Oscars församling i Stockholm, var en svensk förlagsredaktör och översättare.
Mellan 1926 och 1965 översatte Essén runt 70 böcker från engelska, franska, italienska, danska och norska. Därutöver redigerade hon, tillsammans med Jane Gernandt-Claine, Anne Charlotte Lefflers En självbiografi, grundad på dagböcker och brev (Bonnier, 1922).
Ingeborg Essén, som var dotter till lektor Thor Nordström och Ida Halvorsen, tog mogenhetsexamen vid Åhlinska skolan i Stockholm 1908. Efter studier vid Uppsala universitet 1909–1913 blev hon fil. mag. 1912. Hon var anställd vid Pedagogiska biblioteket i Stockholm 1914 och vid Kungliga läroverksöverstyrelsen 1914–1916. Hon arbetade därefter som manuskriptgranskare m.m. på Albert Bonniers förlag 1916–1918 och från 1923 samt medarbetade i Bonniers veckotidning 1924–1929. Hon var 1918–1946 gift med Rütger Essén (1890–1972) samt blev mor till Bengt Essén och Marianne Rasmuson.

## Översättningar (urval)
- Panait Istrati: Kyra Kyralina (Bonnier, 1926)
- Cora Sandel: Alberte och Jakob (Bonnier, 1927)
- Dorothea Moore: En flicka med ruter i (Bonnier, 1928)
- Caroline Dale Snedeker: Den vinkande vägen (Bonnier, 1930)
- Karin Michaëlis: Hjärtats vagabond (Bonnier, 1930)
- Svend Leopold: Diktaren och näktergalen: H.C. Andersen och Jenny Lind: en kärlekshistoria (Bonnier, 1930)
- Arnold Bennett: Train de luxe (Bonnier, 1930)
- Johannes Buchholtz: Susanne (Bonnier, 1931)
- Knud Sønderby: Mitt i en jazztid (Bonnier, 1932)
- Lesley Storm: I ormens skugga (Bonnier, 1932)
- Edith Nesbit: Skattsökarna (Bonnier, 1933)
- Maurice Hindus: Rött bröd (översatt tillsammans med Rütger Essén) (Bonnier, 1933)
- Margaret Irwin: Prinsessan Minette (Bonnier, 1934)
- Marie, drottning av Rumänien: Mitt livs historia (Bonnier, 1935-1936)
- Igor Schwezoff: Vinthund (Bonnier, 1936)
- Victor Heiser: En amerikansk läkares odyssé : upplevelser i 45 länder (Bonnier, 1937)
- Vita Sackville-West: Pepita (Bonnier, 1938)
- Jolán Földes: Är detta livet (Bonnier, 1938)
- Georges Duhamel: Salavins historia (översatt tillsammans med Sven Stolpe (Bonnier, 1939)
- Marjorie Kinnan Rawlings: Hjortkalven : en berättelse från Florida (Bonnier, 1940)
- Howard Spring: Den förtrollade resan (Bonnier, 1942)
- Bjørn Bjørnson: Ungdom, ungdom (Bonnier, 1943)
- Johannes V. Jensen: Den långa resan (övers. av Ingeborg Essén och Britte-Marie Wendbladh, dikterna översatta av Anders Österling) (Bonnier, 1944)
- Edith M. Almedingen: Det kommer en morgondag (Bonnier, 1944)
- Liviu Rebreanu: De hängdas skog (Bonnier, 1944)
- Margaret Landon: Anna och kungen av Siam (Bonnier, 1945)
- Ulla Meyer: Ut i det blå (Bonnier, 1947)
- Francis Bull: Traditioner och minnen (Forum, 1949)
- Morris L. West: Djävulens advokat (Bonnier, 1961)
- C. Northcote Parkinson: Öst och väst (Bonnier, 1965)
- R. F. Delderfield: Diana (Bonnier, 1965)